# Lautaro
Lautaro (Leftraru) (del mapudungun: lef, «veloz», traru, «traro»[cita requerida] o «traro calvo», de lau, «calvo, pelado», y traru, «traro»; c. 1534-Peteroa, actual Sagrada Familia, 30 de abril de 1557) fue un destacado toqui (líder militar mapuche) en la Guerra de Arauco durante la primera fase de la conquista española del territorio que llegaría a ser Chile.

## Biografía

### Primeros años
No existe certeza del lugar de nacimiento de Lautaro. Algunas versiones históricas sitúan su nacimiento en el año 1534 en la zona de Trehuaco, en la actual Región de Ñuble, ya que en ese lugar acampó la expedición de Pedro de Valdivia que lo capturó y además era la zona ocupada por el lonco Curiñancu, padre de Lautaro. Otras versiones lo sitúan en las cercanías de río Andalién en Concepción o en Tirúa, en las cercanías de la cordillera de Nahuelbuta.
Lautaro era hijo del lonco llamado Curiñancu (mapudungun Kurüñamku, 'aguilucho negro') y vivió una vida normal hasta que, teniendo alrededor de once años de edad, fue capturado por los españoles y convertido en servidumbre, durante seis años.
Según algunos historiadores, en las inmediaciones del futuro emplazamiento de Concepción, Pedro de Valdivia habría ordenado mochar los pies (cortar los dedos de los pies) de todos los guerreros mapuches que comandaba Curiñancu y habían opuesto resistencia, incluido el propio Curiñancu y su mujer, para evitar que lo siguieran. Esta situación provocó un gran odio[cita requerida] en el joven Lautaro contra los españoles y particularmente contra Pedro de Valdivia. Se dice que este hecho de mochar los pies a los mapuches por parte de Pedro de Valdivia hizo que los soldados españoles identificaran este valle como el «Valle de la Mocha»; el nombre en cuestión se ha mantenido en el tiempo.
Tras la captura, Lautaro se le hizo yanacona como indígena auxiliar en las batallas. Permaneció como prisionero de los españoles durante tres años, en los que llegó a ser paje personal de Valdivia. Como era difícil para los españoles el pronunciar su nombre original Leftraru, se le dio el nombre de Felipe Lautaro. Entre sus tareas habituales estaba el cuidado de los caballos de Valdivia y el acompañarlo siempre a batallas y ejercicios militares. Fue así que aprendió a no temer al caballo y a montar hasta hacerse un buen jinete. Además, observó las disposiciones de batalla de los españoles, aprendiendo de Valdivia sus tácticas militares. Durante este período, hizo un cierto grado de amistad con uno de los principales capitanes de Valdivia, Marcos Veas, quien le enseñó el uso de algunas armas y tácticas de caballería.
En 1550, durante la batalla de Andalién (22 de febrero) y la batalla de Penco (12 de marzo), Lautaro fue testigo de los escarmientos a los que Valdivia hizo someter a los mapuches derrotados, mutilando a los prisioneros y liberándolos después, como ejemplo para evitar futuras rebeliones; esto lo impactó profundamente. Es probable que a raíz de todos estos hechos violentos hacia su pueblo, se engendrara en su interior una terrible decepción y rebelión respecto de Valdivia y los españoles.
En 1551, como paje, Lautaro acompañó a Valdivia en la fundación de los fuertes de Cautín, nueva ciudad Imperial, y llegó hasta Villarrica guiados por un mapuche renegado llamado Alicán. Valdivia resolvió regresar a La Concepción y luego ir a Santiago en el invierno de 1552.
En algún momento entre la estadía en La Concepción (actual Penco) y el trayecto a Santiago, Lautaro se fugó. En su pueblo fue declarado toqui (o según otros vice toqui), aunque finalmente él dirigió a los mapuches a una seguidilla de victorias, siendo sus tácticas de batalla las determinantes en el resultado de estas.

### Fuga del campamento español
Después de aprender sobre táctica y estrategia militar española, se fugó en algún momento a caballo, el maestro de campo de Valdivia, regresando con su pueblo. La fuga de Lautaro, paje de Valdivia, pasó inadvertida para los españoles ya que lo consideraban un hecho casi habitual por lo que nunca lo persiguieron. Según se cuenta en el poema épico La Araucana, Lautaro se presentó ante los sorprendidos loncos presididos por Colo Colo y alguno de sus «capitanes»: Pelantaro, Fresia, Lincoyán, Guacolda, Ongolmo y Caupolicán.
Ya vencidos los naturales recelos, Lautaro demostró resueltamente sus naturales dotes de líder innato y enseñó a su gente a perder el miedo a los caballos. Aprendieron a montar y a utilizar el caballo como un solo ser, tomándolo como una extensión corpórea para combatir. Así, gracias a Lautaro, aparecieron los primeros escuadrones de caballería mapuche, lo que resultaría de enorme efectividad a la hora de combatir a las huestes españolas.
Convocó reuniones en campo abierto y enseñó a los mapuches las artes militares y el uso de armas nuevas. También diseñó un conjunto de tácticas militares: el uso de escuadrones. Propuso dejar el ataque masivo y enfrentarlos directamente en bloques o grupos sucesivos, eligiendo de esta manera el terreno, las tácticas de emboscada y de guerrillas como método de combate. Gracias a sus victorias, y teniendo la autoridad de los loncos, fue elegido toqui, jefe máximo en estado de guerra y dirigió una gran sublevación militar contra los españoles, quienes, hasta ese momento, se paseaban victoriosos en todo el ámbito entre el río Valdivia y el Biobío.

## Liderazgo

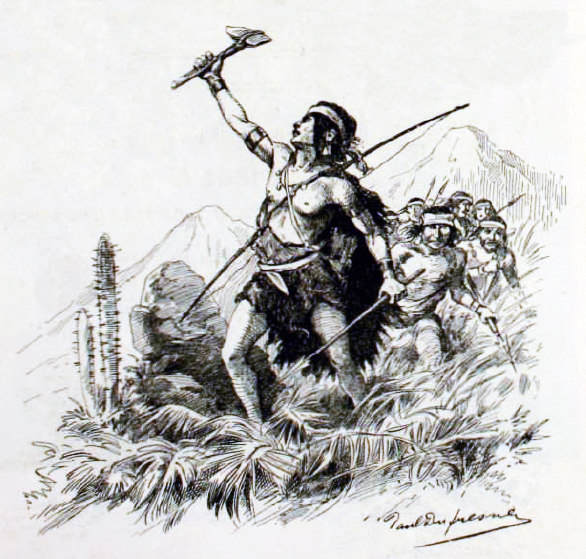
Ilustración de Lautaro por Paul Dufresne (1905).

Lautaro demostró tener condiciones innatas de líder y pronto, además, demostraría tener condiciones de estratega militar. Con un elocuente discurso, enseñó a su pueblo, basándose en demostraciones propias, a luchar en escuadrones, aprovechando el terreno y usando formas defensivas contra las cargas de caballería. Les enseñó que la retirada no era cobardía, sino una forma táctica de combate. Asimismo, inculcó el uso del toque de corneta, como elemento de obediencia táctica de los escuadrones, como hacían los españoles. Además creó un verdadero servicio de "investigaciones e inteligencia", utilizando hombres, mujeres y adolescentes. A ellos se les brindaba una preparación profesional. Por ejemplo en caracterizaciones simulaban ser borrachos, locos, cristianos o traidores de su pueblo con el fin de trabajar como falsos colaboradores, sirvientes o esclavos de los españoles, simulando no entender el idioma español y así sacar información vital, además de difundir noticias o datos incorrectos sobre los posibles ataques del ejército mapuche; además, realizaban entrenamientos de visibilidad nocturna, sometiendo al agente a vivir durante días sin ver la luz del sol, con el fin de que posteriormente en las noches, hiciera el trabajo de espionaje nocturno; también se les enseñaba el exclusivo sistema de comunicación mediante el movimiento de ramas de árboles. Lautaro eligió e instruyó a comandantes para las diversas secciones de su completo y jerarquizado ejército; Incluyendo a un toqui jefe del servicio de investigaciones, quien supervisaba y daba cuenta de las acciones de su servicio.
Físicamente, Lautaro era un joven no muy alto, más bien grueso, de unos ojos negros penetrantes, cuerpo robusto y rostro lleno. Espaldas anchas y torso levantado, de agradable apariencia. 
Vestía una camiseta colorada española, un bonete de cuero grana. La cabeza rapada era coronada con un copete que se dejaba como insignia de generalato; además portaba la simbólica Toki Kura, emblema de piedra que cuelga del cuello, además de la Clava que portaba en su mano, símbolos del jefe de guerra o Toki.

## Emboscada y muerte del Gobernador Pedro de Valdivia
Lautaro sabía que las fuerzas bajo su mando, recién entrenadas, estaban ahora en una denominada "Línea interior", es decir, entre dos fuerzas, las del fuerte Purén por el sur y las de Concepción por el norte. Para ello elige neutralizar una de ellas y usó una estratagema: engañó a Gómez de Almagro en el fuerte Purén y se aseguró de que sus tropas no se juntaran con las de Valdivia en el fuerte de Tucapel.
Lautaro capturó un emisario, del que se enteró de que Valdivia marchaba hacia el sur y necesariamente tenía que pasar por Tucapel. En efecto, Valdivia a mediados de diciembre de 1553 sale de Concepción y se dirige a Quilacoya, donde tomó algunos soldados en su marcha a Arauco. Los espías mapuches siguieron la columna desde las alturas de los cerros y no presentaban batalla, dejándole hacer su camino. Valdivia mostró extrañeza debido a que no recibía noticia alguna del fuerte de Tucapel, además de que no era hostigado en el camino.
El día 24 de diciembre, decide tomar rumbo a Tucapel, esperando encontrar a Gómez de Almagro en el camino. La tranquilidad y los esporádicos avistamientos de indígenas a lo lejos le despertaron sospechas y envía, en una avanzada, a Luis de Bobadilla con cinco hombres para que exploren el camino y den información de la presencia del enemigo. No los vuelve a ver. Extrañado Valdivia de no tener más noticias de Bobadilla pernocta a media jornada del fuerte de Tucapel.
El día de Navidad de ese año, se pone temprano en marcha y al llegar a las inmediaciones, le extraña el silencio absoluto reinante. Al arribar a la loma donde está el fuerte, lo encuentra totalmente destruido. No aparecían ni Gómez de Almagro ni Bobadilla por ningún lado. Valdivia aun así decide seguir y hacer campamento en las ruinas humeantes del fuerte. Cuando ya avanzaban los preparativos, de súbito, el bosque se llenó de chivateos y, sin más aviso, una masa se precipitó hacia el enclave español.
Valdivia, experto militar, apenas pudo armar sus líneas defensivas y aguantar el primer choque, mientras la caballería cargaba sobre la retaguardia mapuche. Los mapuches, previendo esta maniobra, habían dispuesto lanceros y contuvieron la carga. Los españoles lograron descomponer la carga mapuche, que, volviéndose a los bosques, se retiraron de la loma. Los españoles celebraron la victoria. Pero un nuevo escuadrón indígena se presentó al combate y de nuevo hubo que armar líneas y nuevamente dar carga con la caballería.
Los mapuches, además de los lanceros, llevaban hombres cargando mazas, boleadoras y lazos con los que lograban desmontar al jinete y asestarle un definitivo mazazo en la cabeza una vez en el suelo. Se repitió la misma escena, y al toque de un lejano cuerno, el escuadrón se retiró, no sin dejar algunas bajas. Un tercer escuadrón se presentó a la batalla, esta vez liderado por Lautaro. Valdivia, viendo desesperada la situación, dado el cansancio y las bajas, reunió a los hombres disponibles y se discutió si seguir o no con la lucha, que ya adquiría ribetes muy encarnizados: la mitad de los españoles yacían en el campo y las tropas auxiliares del Imperio mermaban.
Valdivia se dirige a quienes aún le rodean y les pregunta: 

"¿Caballeros qué haremos?".
El capitán Altamirano responde: "¡Qué quiere vuestra señoría que hagamos si no que peleemos y muramos!".

Valdivia, al ver lo innecesario de tanta muerte, dispuso una retirada ordenada, pero se encontró de frente con Lautaro, que descargaba toda la furia de su caballería contra las agotadas tropas españolas. Pasaba la batalla a la etapa de persecución y los mapuches se dejaron caer uno a uno sobre los españoles aislados. Sólo Valdivia y el clérigo Pozo, que montaban muy buenos caballos, lograron tomar camino de huida pero, al cruzar unas ciénagas, los caballos se empantanaron y los mapuches los capturaron.
Después de ser capturado en la batalla de Tucapel, comenzó una larga discusión sobre qué hacer con Valdivia. Unos decían que había que cortarle las piernas, a la usanza española. Otros proponían matarlo y usar su cráneo como trofeo. Otro grupo decía que lo mejor era negociar una paz estable. Mientras todos discutían, un Cacique llamado Leucotón se puso de pie, caminó tranquilamente hacia Valdivia y extinguió su vida propinándole un fuerte mazazo en la nuca.
La multitud enmudeció y Leucotón se limitó a decir que los españoles no cumplían promesas, así que no valía negociar con ellos. Y de esta forma la discusión llegó a su fin. Es posible que el corazón de Valdivia haya sido consumido por los mapuches, pues acorde a su tradición, es ahí donde se encuentra el valor en los grandes guerreros, y al consumirlo absorbes ese valor y a la vez honras su recuerdo.
Según la versión española,[cita requerida] Valdivia fue llevado al campo mapuche, donde le dieron muerte después de tres días de torturas.
El vencedor mapuche arrasó luego sistemáticamente las ciudades españolas. Por dos veces saqueó e incendió Concepción, centro neurálgico de los asentamientos españoles en el sur de Chile.

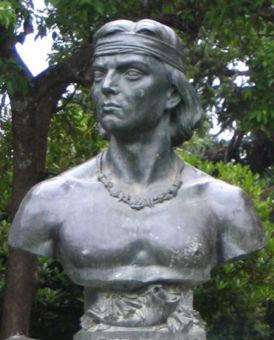
Busto de Lautaro en la plaza de Cañete.

### El despueble de Concepción en 1554
La derrota sufrida por Francisco de Villagra a manos de Lautaro causó pánico en la naciente población, quienes aterrorizados emprendieron el despueble de Concepción en procura de Santiago.
Los pobladores de Concepción salvaron de ser exterminados gracias a que la masa victoriosa de Lautaro se entregó al "Admapu" y a botinajear lo dejado en el campo de batalla por los españoles (los antiguos cronistas españoles cifran en 30.000 a 100.000 guerreros mapuches, aunque esto es seguramente una exageración). Sin duda, esta fue la oportunidad dorada que perdió Lautaro de terminar con los deseos de conquista españoles, ya que no pudo convencer a sus huestes de pelear más y tuvo que dejarlos beber y profitar mientras a lo lejos se veía la columna de asustados pobladores alejarse de la ciudad. Los mapuches, pasado el Admapu, se dejaron caer sobre la desierta Concepción y luego de desvalijarla, la redujeron a escombros humeantes. Se dice que fue entonces cuando dijo su famosa frase: “Yo soy Lautaro, que acabé con los españoles; yo soy el que los derroté en Tucapel y en la cuesta. Yo maté a Valdivia, y puse en huida a Villagra. Yo les maté sus soldados; yo abrasé la ciudad de Concepción”.
La gran cantidad de refugiados del sur en una Santiago sobrepoblada se volvió insostenible al punto que comprendieron los españoles que era necesario retomar el dominio sobre sus hogares devastados.

### Ataque a los Confines de Angol e intento de reconstruir Concepción

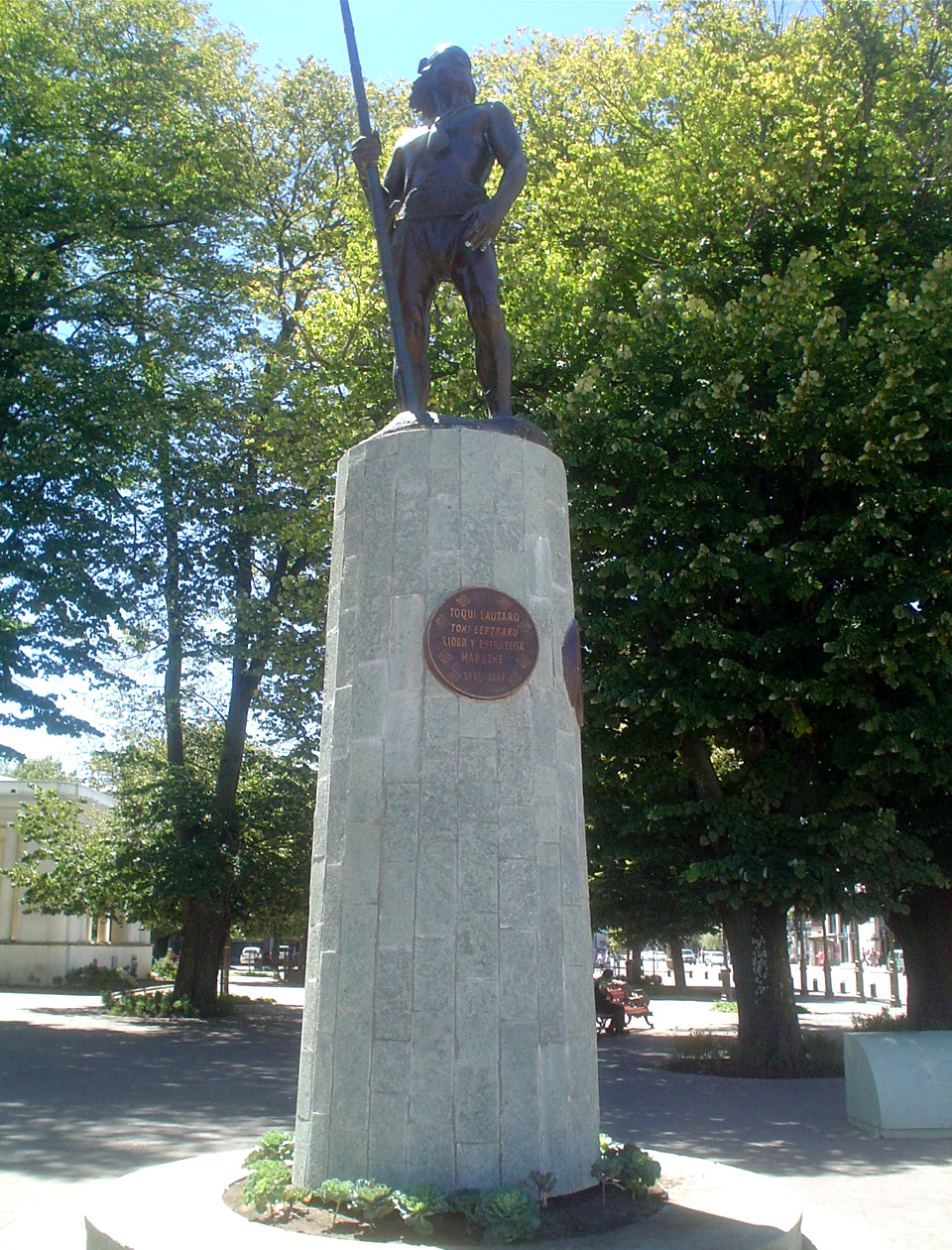
Estatua de Lautaro en la Plaza de la Independencia de Concepción.

Desde abril hasta noviembre de 1555 no hubo mayor actividad de Lautaro. Además, las cosechas no se habían realizado por la guerra y la hambruna empezaba a aparecer entre su pueblo. A eso se les sumó las nuevas enfermedades traídas por los españoles, la viruela y la fiebre tifoidea entre otras.
En diciembre de ese año, una avanzada española, viniendo por tierra y mar empezó a reconstruir Concepción. Lautaro reunió a su gente, formando un ejército de 4.000 guerreros (sumando rumores, la suma ascendería 50.000 o incluso 100.000 hombres) y se dirigió primero a Angol, que fue abandonada por sus habitantes para ir a refugiarse a La Imperial. Los mapuches destruyeron Angol y esto envalentonó a las huestes de Lautaro, que se volvieron hacia Concepción, donde vencieron nuevamente a los españoles iniciándose el segundo despueble.

### El periodo de 1554-1556
Durante dos años no se volvió a saber de españoles en la región. Mientras tanto, la situación del pueblo mapuche, que debido a la guerra y la sequía había sufrido una gran hambruna, hacía estragos entre sus miembros. Las cosechas se habían malogrado debido a una estación de fuerte sequía y aparecieron actos de canibalismo; primero devoraron a sus prisioneros españoles y luego se canibalizaron entre ellos mismos, dándose incluso actos de autolaceración. Además el chavalongo, (probablemente tifoidea, una enfermedad traída por los españoles y desconocida en América), se asentó entre ellos haciendo disminuir la fuerza guerrera de Lautaro.

## Campañas

### La campaña de fines de 1556
Lautaro, a pesar de la hambruna y el tifus logró acaudillar a más de 2000 guerreros con los que cruzó por primera vez el gran río Biobío, siguió hacia el norte y empezó a reclutar gente entre los picunches, mucho más pacíficos que los mapuches. Lautaro mantenía una rígida disciplina entre sus hombres pero dejaba que cometieran toda clase de tropelías contra aquellas comunidades indígenas que no se plegasen a su causa, llegando a quemar vivos a algunos naturales.
En Santiago se despachó con urgencia a Diego Cano, más 14 hombres, para averiguar la real situación del Maule. Al acercarse al campamento de Lautaro, este, ya a sabiendas por sus espías, los dejó acercarse para luego caer sobre ellos en el cruce de un río. Aquí resultó muerto un español y los demás lograron huir. Lautaro hizo despellejar el cadáver del español y mandó colocarlo en lo alto de un roble. En Santiago cundió el pánico y se empezaron a construir defensas en la ciudad, mientras aún se mantenía un litigio por la sucesión real de Valdivia.

### La campaña en 1557

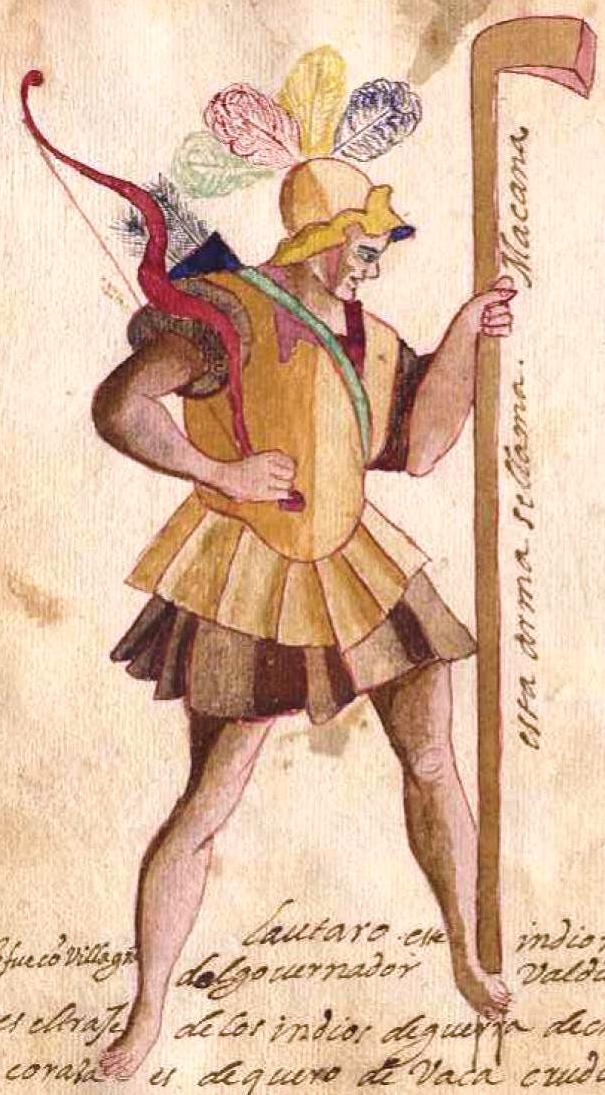
Retrato de Lautaro en el libro Relación del viaje de Fray Diego de Ocaña por el Nuevo Mundo (1599-1605).

Pedro de Villagra, primo, como Juan de Villagra, de don Francisco de Villagra, inició una campaña reuniendo 50 jinetes, doce arcabuceros y 300 yanaconas. Supo que Lautaro tenía cuartel en un pucará situado en Peteroa y pronto estuvo en las inmediaciones del fortín mapuche. Lautaro lo atacó por la retaguardia, haciendo uso por primera vez de caballería mapuche armada como lanceros e hizo replegarse a Pedro de Villagra hacia un valle encajonado, quien envió emisarios hacia Santiago para pedir refuerzos.
En el camino se encontraron con Diego Godínez que traía 30 jinetes los cuales, por casualidad, se toparon con 180 mapuches que iban camino a reunirse con su caudillo. Se trabó una furiosa batalla donde Godínez quedó tan malherido que tuvo que retirarse. Mientras tanto Lautaro cruzó el río Itata y reagrupó sus fuerzas en la orilla norte del río.
Hay un episodio dentro de esta época que narra una entrevista concertada a distancia, entre dos cerros, que ocurrió entre Lautaro y uno de los capitanes de Villagra. Marcos Veas, soldado español y antiguo amigo de Lautaro en tiempos de Valdivia, insta a Lautaro a deponer las armas ya que no se podría oponer por siempre al poderío español. Lautaro respondió rudamente a Veas fijando al Maule como frontera para los españoles y además pidiéndoles un tributo en caballos, mujeres y armas a cambio de no ser atacada la colonia. La oferta de Lautaro fue rechazada ipso facto por Veas.
Lautaro avanzó hacía el río Maule y una vez cruzado se enteró de que Francisco de Villagra había salido de Santiago con un batallón punitario de 50 jinetes y 30 arcabuceros más un millar de yanaconas. Bien juzgando Lautaro que la capital quedaba desguarnecida avanzó hacia el norte, dejando pasar a Francisco de Villagra hacia el sur.
Para entonces Lautaro se había ensoberbecido por sus victorias y su ascendiente sobre su pueblo. Se transformó en un dictador autocrático y volvió a cometer toda clase de tropelías en contra del pueblo picunche y los promaucahues, menos belicosos, ganándose numerosos enemigos, entre ellos un mapuche joven quien vio morir quemado delante de él a su padre. Este mapuche, que dejaría vivo, sería su perdición. En el actual sector de Chillán, Lautaro sufrió la deserción de su gran aliado, un cacique llamado Chillicán quien no pudo soportar el grado de abusos de su caudillo y se alejó con sus huestes desistiendo de la empresa de Lautaro.
Esta importante baja en sus fuerzas fue un duro golpe al orgullo de Lautaro y lo hizo desistir de avanzar hacia el norte en pos de Santiago, agravado por el hecho de marchar avanzado el otoño y sin alimentos, por lo que prefirió retornar a regañadientes hacia Mataquito y reagruparse en Peteroa.

### Muerte de Lautaro por los españoles vengando a Pedro de Valdivia

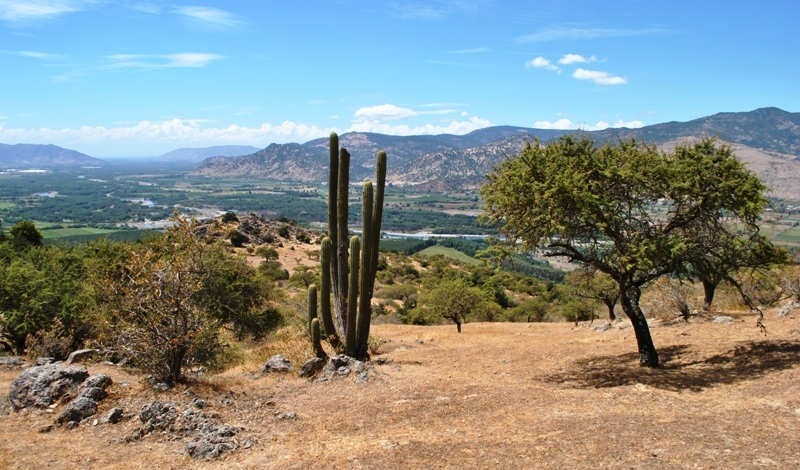
Vista del Cerro Chiripilco con el río Mataquito al fondo

Las avanzadas españolas capitaneadas por Francisco de Villagra, quienes estaban al sur de las fuerzas mapuche, fueron informadas en Reinohuelén por un mapuche-pehuenche (ya mencionado anteriormente) de que Lautaro acampaba en un fortín en lado sur del río Mataquito, a los píes del cerro Chiripilco, en el sector de Peteroa (cerca de la actual Sagrada Familia, Chile). Villagra tan pronto se dio cuenta de la valiosa información que tenía, envió por la avanzada al capitán Godínez para que se reuniera con él en el pueblo de Mataquito.
Reunidas las fuerzas, Villagra avanzó oculto en la noche por la orilla del río Mataquito, hasta las inmediaciones del pueblo.
Las informaciones obtenidas por Lautaro le hacían suponer lejos al enemigo que había dejado al sur y por tanto descuidó la vigilancia del emplazamiento y no supo del acercamiento de Villagra y Godínez, ya sea porque los naturales de la zona no dieron la alarma o bien le ocultaron la información. A los españoles les fue informado además que, la noche anterior, las huestes de Lautaro habían estado embriagándose en una celebración. Si la maniobra salía bien, la sorpresa iba a ser total. 
En el amanecer del 30 de abril de 1557, Francisco de Villagra las emprende contra Lautaro, junto a su primo Juan de Villagra, Diego de Altamirano y 57 jinetes, cinco arcabuceros y más de 400 yanaconas (una fuerza relativamente pequeña si se compara con la estimación de 800 mapuches que se encontraban en el campamento).
Villagra, con mucha cautela, hizo avanzar a algunos yanaconas exploradores y estos volvieron diciendo que no había centinelas, lo que le hizo predecir a Villagra que el campamento estaba en el más absoluto reposo. Las huestes españolas se acercaron al amanecer al fortín, subiendo por una serranía empinada y tendieron su línea de ataque. Villagra en voz baja dirigió unas palabras a sus acompañantes representándoles la responsabilidad del éxito y que la suerte de la colonia dependía de esta acción.
Villagra ya había organizado la forma de ataque cuando una trompeta impaciente tocó la señal antes de tiempo. De inmediato, los mapuches salieron a empuñar sus armas y Villagra gritaba –¡Santiago y cierra España, adelante!– estos sorprendieron a las huestes lautarinas totalmente, creándose el desconcierto y la huida. El lugar donde estaba Lautaro era conocido por los espías indígenas de Villagra, por lo que se dirigieron resueltamente a la ruca que albergaba a Lautaro quien estaba en compañía de su mujer Guacolda.
Lautaro salió de su ruca, con la espada de Valdivia en mano y fue atravesado en la misma puerta de un lanzazo mientras que los suyos eran tomados por sorpresa y masacrados. Los españoles jubilosos gritaron: –¡Aquí españoles que Lautaro es muerto!– (1557). A pesar de la muerte del líder, los mapuches resistieron por más de 5 horas la brega, en la que al final cayeron 663, logrando apenas escapar unos 130. Los españoles causaron más de 650 bajas mapuches, pero perdieron a Juan de Villagra (primo de Francisco de Villagra) quien murió de un lanzazo en plena boca, además de todos los castellanos heridos, más 200 yanaconas heridos o muertos más muchos caballos. 
El cadáver de Lautaro fue apaleado y desmembrado, su cabeza se exhibió en la Plaza de Armas de Santiago por largo tiempo ensartada en una lanza.

## Otros líderes de la Guerra de Arauco
Aunque Lautaro fracasó en expulsar a los españoles del territorio mapuche, después de su muerte estos se mostraron más cautos a la hora de fundar nuevas ciudades, creando solo siete al sur del río Biobío. Pronto otros caudillos asolarían las ciudades españolas siguiendo el ejemplo de Lautaro, pero carentes del genio militar de este. Sólo otros, como Pelantaro (Pelantraru), Lientur y el Mestizo Alejo se podrían comparar con Lautaro, ya que lograron también éxito en sus campañas. Los mapuches arrasaron todas las ciudades al sur del río Biobío, en la gran sublevación de Pelantaro, en 1602.

## Legado ideológico y estratégico

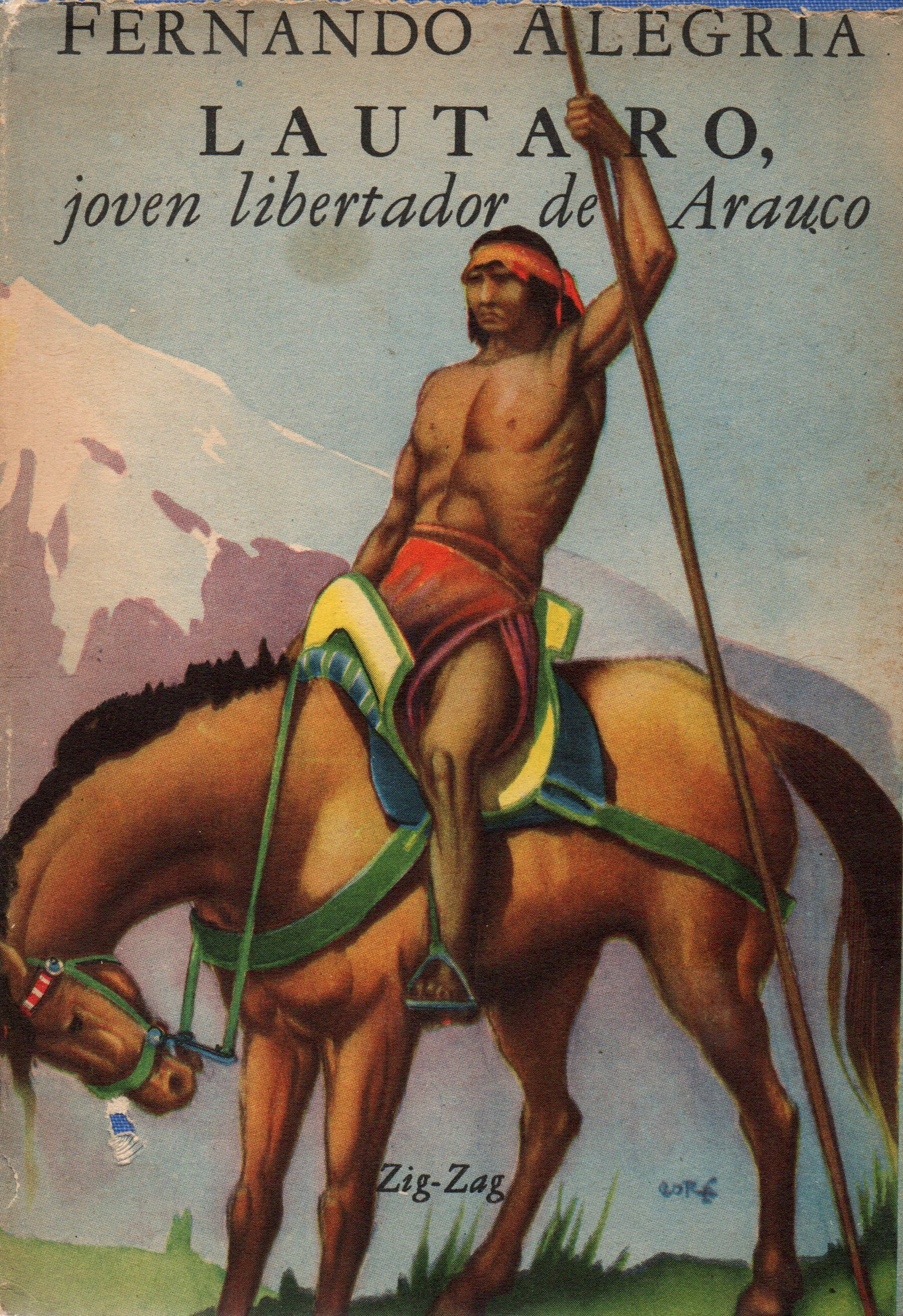
Portada de Lautaro, joven Libertador de Arauco (1943) del escritor Fernando Alegría.

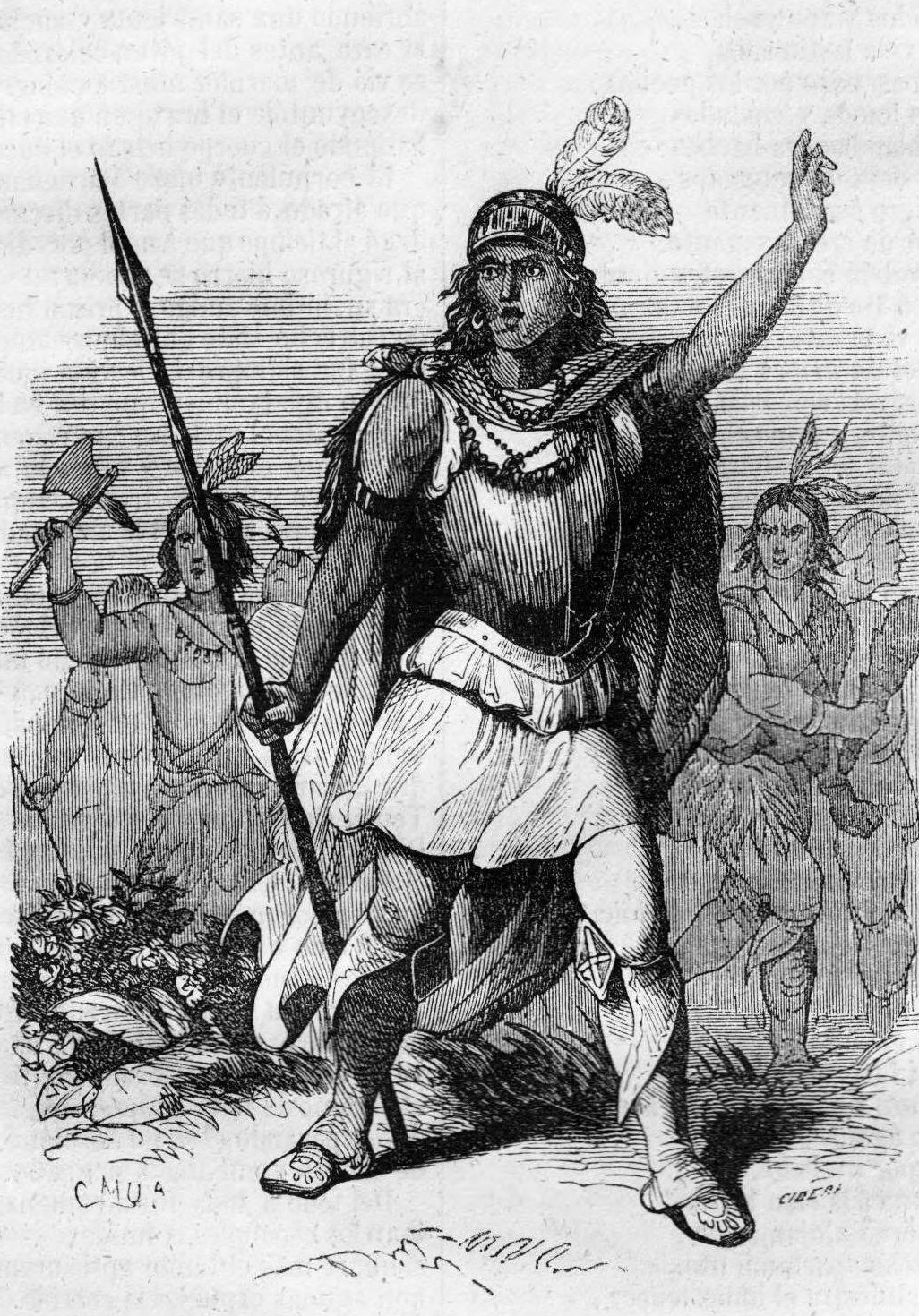
Grabado de Lautaro en una versión ilustrada de "La Araucana" (1852).

La extinta Logia Lautarina o Logia Lautaro, creada en el siglo XIX en Londres por Francisco de Miranda, lleva su nombre por el ejemplo de resistencia ante los españoles.

Ha cambiado la historia para nosotros, claro. Los "libros oficiales" dicen que son otros los que la hicieron y la siguen haciendo por nuestros pueblos. Los héroes de esta historia, en un mundo "civilizado" en el que ya no debiera haberlos, son los invasores [...] Lautaro es el futuro que vislumbramos, detrás de la cortina del misterio y del compromiso, y que saldrá como la luz de nuestros ojos.

Elicura Chihuailaf

Lautaro es considerado como un gran estratega en la guerra de guerrillas al saber aplicar los conocimientos que adquirió con los españoles en la lucha contra ellos, especialmente la de explotar la superioridad numérica al atacar en grupos sucesivos para cansar a un enemigo más adelantado y mejor equipado, como también la táctica de aislar los distintos cuerpos de los ejércitos para así no permitir su comunicación.
Es muy alabada la figura de Lautaro entre los escolares chilenos, considerándolo como un icono nacional y el primer gran héroe chileno. De hecho, fue elegido por estudiantes y profesores en el concurso Grandes Chilenos como el séptimo más grande chileno, superando a figuras como Gabriela Mistral, Pablo Neruda y Violeta Parra.
La comuna de Lautaro, cercana a Temuco, recibe su nombre de él.
En el último tiempo existe una marcada popularidad del personaje debido al llamado conflicto mapuche en la zona del sur de Chile, donde las reivindicaciones mapuches se han expandido por el resto de la población chilena por el uso de internet, elevándose las figuras de los héroes mapuches como Lautaro, Caupolicán, Lientur, etc. 
Así también, se tiende erróneamente a pensar que Lautaro es un líder de un pueblo Mapuche unificado. Lo cierto es que los Mapuches del siglo XVI y hasta 1860 (con la Ocupación de la Araucanía) son distintos grupos humanos bajo religión, lengua, y culturas similares. Sólo actuaban en conjunto en caso de guerra, como ocurrió en las 4 principales sublevaciones indígenas. Lautaro terminó enfrentándose a otros indígenas debido a esa atomización política, y eso posibilitó que los indios descontentos le entregaran información crucial a los españoles, lo que causó su derrota. También se tiende a ver su figura como el más grande de los caudillos mapuches en honor a sus victorias, pero lo cierto es que en cuanto a logros, es menor que Pelantaro.

## Batallas de Lautaro
Lautaro peleó muchas batallas. Al ser un yanacona previamente a su huida, algunos historiadores y cronistas han sostenido que luchó primero como paje de Valdivia en las batallas de Andalién y Penco:
- Batalla de Andalién (como yanacona, no comprobada o improbable su participación)
- Batalla de Penco (como yanacona, no comprobada o improbable su participación)
- Catorce de la fama
- Batalla de Tucapel
- Batalla de Marihueñu
- Primera destrucción de Concepción
- Segunda destrucción de Concepción
- Batalla de Peteroa
- Batalla de Mataquito

## Presencia en la cultura popular
- La vida del líder mapuche es retratada por Fernando Alegría en su novela Lautaro, Joven Libertador de Arauco.[7]

- El poeta chileno Pablo Neruda en su poemario Canto general, en el cuarto canto, Los libertadores, incluye los poemas Lautaro (1550) y La Educación del Cacique, inspirados en Lautaro.[8]

- En el libro infantil Papelucho historiador de Marcela Paz, el protagonista presencia a través de sus sueños la época de la Guerra de Arauco, donde, entre otras cosas, atestigua el momento en que Lautaro es nombrado toqui tras inspirar a los mapuches a enfrentar a los españoles.[9]

- La novela Inés del alma mía de la autora chilena Isabel Allende es una obra de ficción histórica publicada el año 2006 basada en la vida de Inés de Suárez, en ella Lautaro es uno de los personajes que la protagonista conoce durante los eventos de la Guerra de Arauco.[10]

- En el año 2020 se estrenó la miniserie chilena Inés del alma mía, adaptación para televisión de la novela homónima, donde el personaje de Lautaro es interpretado por Simón Beltrán en su época infantil y Mauricio Paniagua como adulto.[11][12][13]

- En el juego de cartas de estrategia chileno Mitos y Leyendas se ha retratado a Lautaro como una carta tipo Aliado en varias de sus ediciones.[14][15][16]

- La serie de historietas chilena Guardianes del Sur se inspira en cuatro personajes históricos indígenas del territorio chileno, relatando en cada número la vida e historia de uno de ellos. El cuarto y último volumen está dedicado a Lautaro.[17][18]

- En junio del año 2022, se estrenó en Santiago de Chile Lautaro, Toqui de Toquis, una obra musical de estilo ópera rock dirigida por el músico Felipe Valladares e inspirada en la vida del guerrero indígena.[19]